# Sufragio femenino en Italia
El sufragio femenino en Italia es un proceso histórico que se inicia en el siglo XIX, y se plantea en dos formas: el voto administrativo y el voto político. Sufrió un retraso en 1928 cuando hubo una cancelación total del derecho al voto (para hombres y mujeres) pero eventualmente culminó en la aprobación del sufragio universal en 1945. 
El sufragio universal en Italia fue aprobado en 1945 tras más de veinte años de fascismo y en un proceso de reconstrucción democrática. Se obtuvo con el decreto legislativo número 23 de 1 de febrero de 1945 aprobado por el nuevo gobierno de Ivanoe Bonomi (1873–1951). El 2 de junio de 1946 las mujeres italianas pudieron votar por primera vez y lo hicieron por la república.
Desde el siglo XIX se escuchaban voces con la reivindicación de la plena ciudadanía para las mujeres. Destaca la sufragista Anna Maria Mozzoni (1837 - 1920). También el menos conocido periodista y político Salvatore Morelli (apodado "el diputado de las mujeres") que en 1867 presentó el primer proyecto de ley reclamando el voto político para las mujeres. Morelli publicó en 1861 La donna e la scienza o la soluzione del problema sociale (La mujer y la ciencia o la solución del problema social) sobre la emancipación femenina, ocho años antes de que John Stuart Mill publicara La esclavitud de la mujer en 1869.

## Voto administrativo

### Antes de la unificación de Italia

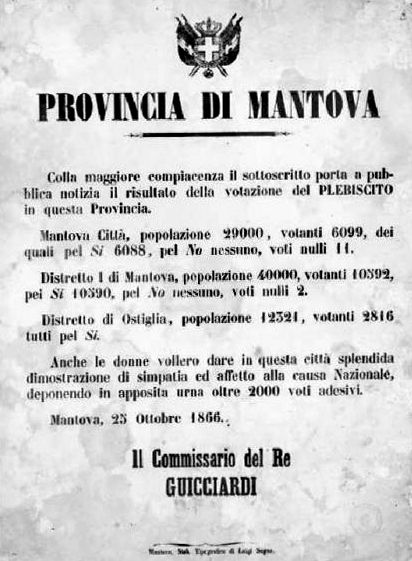
El voto de las mujeres en el plebiscito de 1866 en Mantua

En Lombardía, que estaba bajo el dominio austríaco, las mujeres ricas y las que administraban sus activos podían expresar su preferencia electoral a nivel local a través de un tutor y en algunos municipios podían ser elegidas para ocupar cargos públicos.
En el Gran Ducado de Toscana (1569 a 1859) y en Véneto,  se les permitía a las mujeres participar de las elecciones políticas locales, pero no podían ser elegidas. En la Toscana, un decreto del 20 de noviembre de 1849 sancionó el derecho administrativo de votar para las mujeres a través de un poder notarial y, desde 1850, también a través de una papeleta electoral enviada a la mesa electoral con un sobre sellado.
Con motivo del plebiscito de Véneto en 1866, las mujeres también quisieron expresar su apoyo a la unidad de Italia y para ello enviaron varias cartas al rey Vittorio Emanuele II protestando que no se les permitiera votar. En Mantua, en cambio, fueron recogidas en urnas separadas alrededor de 2.000 papeletas. En la prensa de la época, se subrayó el carácter patriótico de esta participación, descuidando los indicios de protesta (amargura y humillación) y de reclamar el derecho al voto.

### Desde 1861 hasta fines delsigloXIX
Con la llegada de la Unidad, los derechos de voto garantizados desaparecieron localmente y la exclusión de las mujeres de la vida política dictada por las tradiciones se dio por sentado. La fórmula "ciudadanos del estado" que se lee en los decretos y leyes de la Italia unida se refería al acuerdo tácito solo para los hombres. El Reino de Italia ignoró la parte femenina que lo constituía: por esta razón, en 1861 las mujeres lombardas, definiéndose audazmente como "ciudadanas italianas", presentaron ante la Cámara una petición en la que reclamaban el derecho al voto que tenían antes de la unidad y exigieron que se extienda a todo el país.
Hubo numerosos intentos de permitir a las mujeres al voto administrativo inmediatamente después de la unificación de Italia: hubo los proyectos de ley Minghetti, Ricasoli (del 13 de marzo y 22 de diciembre de 1861) y el del Ministro del Interior Ubaldino Peruzzi del 5 de marzo de 1863 que solicitó la extensión de los derechos de voto para las contribuyentes solteros o viudas. En 1865, del debate concluyó con el discurso del Sr. Boncompagni, orador en la Cámara sobre el proyecto Petruzzi. Declaró: "Nuestras costumbres no permitirían que la mujer se uniera a la manifestación de votantes, para emitir su voto", y también la declaró inelegible al colocarla en el mismo nivel que los analfabetos, en quiebra, condenados (art. 26 de la ley 2248 del 20 de marzo). En 1871 y 1876, los ministros Lanza y Nicotera presentaron por separado planes de reforma electoral a nivel administrativo, que fueron aprobados con una fuerte oposición, pero fueron ocultados y nunca llegaron a discutirse en el Senado. En 1877, Benedetto Cairoli propuso nuevamente la extensión a las mujeres del derecho de voto administrativo limitado, con el apoyo de Annibale Marazio.
Al mismo tiempo, la cuestión del sufragio universal masculino pesaba mucho en el contexto político y Agostino Depretis (que había dirigido el gobierno desde 1876) formuló dos nuevos proyectos de reforma electoral a nivel administrativo. El primero, de mayo de 1880, en el que propuso extender el electorado a ciudadanos de ambos sexos y adultos, en posesión de derechos civiles y pago de impuestos, ni siquiera se tuvo en cuenta. Giuseppe Zanardelli respondió al proyecto reiterando la naturaleza masculina del sufragio dedicado al compromiso civil y político que contrasta con el femenino que siempre se ha ocupado de la educación, la familia.  El segundo proyecto de Depretis, de noviembre de 1882, sancionó la extensión del derecho de voto a los alfabetos adultos: este proyecto se evaluó negativamente. Francesco Crispi en 1883 afirmó que no era conveniente ni apropiado extender este derecho a las mujeres porque las tradiciones todavía lo veían vinculado a la esfera privada, en consecuencia, Depretis no dudó en abandonar la cuestión del voto femenino, pero obtuvo una primera ampliación del sufragio masculino . El Congreso de Asociaciones Liberales Monárquicas celebrado en 1887 fue el escenario de una discusión sobre el voto femenino limitado enviado por correo.

### De 1890 al fascismo
La participación de las mujeres en la vida política se consideró incompatible con su naturaleza, pero en lo que respecta al voto administrativo local, la opinión pública comenzó a aceptar diferentes opiniones a finales de siglo. 
La primera conquista en este campo llegó en 1890 : la ley n. 6972 del 17 de julio dio a las mujeres la oportunidad de votar y ser votadas en las juntas directivas de instituciones de caridad. Así comenzó el camino que llevaría a las mujeres a obtener el sufragio universal. 
Siguieron las leyes: 
- n. 295 del 16 de junio de 1893 que admitió que las mujeres votaran en los internados llamados a resolver conflictos laborales;
- n. 121 del 20 de marzo de 1910 que otorgó a las mujeres participación electoral en las Cámaras de Comercio;
- n. 487 del 4 de junio de 1911 con el que las mujeres podían participar en las elecciones de los organismos de educación primaria y popular.[1]

En 1907, Adelaide Coari presentó su "Programa Feminista Mínimo" en un congreso en Milán: entre sus solicitudes estaba otorgar derechos a las mujeres, incluido el derecho al voto, que hasta entonces había sido denegado. En 1922, Benito Mussolini llegó al gobierno. Participó en 1923 en el IX Congreso de la Federación Internacional Pro Sufragio y prometió otorgar el voto administrativo a las italianas a menos que ocurrieran eventos imprevistos, tranquilizando a los hombres explicándoles las "consecuencias beneficiosas" que derivarían de esta concesión. Entre otras cosas, Mussolini destacó el carácter tranquilo de las sufragistas italianas, que reclamaban el derecho a votar sin agresividad. El 9 de junio del mismo año, se presentó el proyecto de ley que preveía la concesión del voto administrativo limitado debido: a las heroínas de la patria, a las madres o viudas de los muertos en la guerra, a las mujeres ricas o educadas. El 22 de noviembre de 1925, con el fascismo entró en vigor una ley que por primera vez reconocía a las italianas electoras en el ámbito administrativo. Esta ley, sin embargo, se vuelve inútil por la reforma que entró en vigor unos meses más tarde, es decir, el 4 de febrero de 1926: fue anulada la circunscripción administrativa local y fue sustituido el alcalde por el podestà que junto con los concejales no eran elegidos por el pueblo, sino por la gobierno.

## Voto político

### Desde la unificación de Italia a finales delsigloXIX
La batalla de las mujeres para obtener el voto político fue mucho más larga que la del electorado administrativo y comenzó en el siglo XIX cuando la ideología sansimonista difundió sus ideas sobre la emancipación de las mujeres. Giuseppe Mazzini conocía la ideología sansimonista y consideraba a la mujer "el ángel de la familia". Madre, novia, hermana, la mujer es la caricia de la vida, la gentileza del afecto se extiende sobre sus labores, una reflexión sobre el individuo de la providencia amorosa que vela por la humanidad ". De esto puede parecer que Mazzini exaltó más que cualquier otra cosa la figura de la "madre educadora"  pero por otro lado estaba convencido de que los hombres no eran superiores.

#### Salvatore Morelli
Salvatore Morelli, jurista, periodistas y político, junto a Anna Maria Mozzoni es otra figura importante a favor de la emancipación de la mujer (apodado "el diputado de las mujeres").  En 1861 publicó "La donna e la scienza come soli mezzi atti a risolvere i problema dell'avvenire" planteando el tema de la emancipación femenina, ocho años antes que el libro de John Stuart Mill  La esclavitud de la mujer en 1869. Cuando fue elegido diputado, en 1867 presentó el primero en Europa, el proyecto de ley que lleva por título Abolizione della schiavitù domestica con la reintegrazione juridica della donna, accordando alla donna i diriti civili e politici per la parità della donna con l'uomo.  En 1867, Morelli presentó el primer proyecto de ley que preveía la concesión del voto político a las mujeres. Propuso la igualdad legal entre hombres y mujeres: fue por esta razón que este proyecto y también uno posterior de 1875 no fueron tomados en consideración.
En 1867, Mazzini, en una carta a su amiga sufragista inglesa Clementia Taylor, escribió que "nada se conquista si no se merece" y en el mismo año, en una carta a Morelli, declaró que los tiempos no estaban maduros. Cabe señalar que en Italia el movimiento de las activistas por la emancipación de la mujer estaba lejos de estar cohesionado y las mujeres que formaban parte de él no tenían en su agenda la lucha por los derechos políticos.

#### Anna Maria Mozzoni

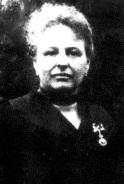
Anna Maria Mozzoni

Anna Maria Mozzoni es considerada la defensora más constante del sufragio en la Italia del siglo XIX. En su trabajo La mujer y las relaciones sociales de 1864, escribió que la mujer tenía que protestar contra su condición actual, invocar una reforma y pedir" entre otras [...] cosas que se le concedieran al menos "derechos electorales", si no también la posibilidad de ser elegida. La ciencia de la época consideraba que los hombres y las mujeres eran biológicamente diferentes: la mujer se consideraba inestable debido a sus ciclos, por lo tanto, su sentido de la justicia estaba comprometido y no se consideraba confiable. Mozzoni rechazó esta creencia argumentando que dar voz a los intereses de las mujeres era la única forma de hacer de Italia una sociedad moderna. En 1877 después de la segunda derrota de Morelli, Mozzoni intervino en el debate con una petición (la primera de su tipo) reclamando el voto político para las mujeres declarando: "Ahora esta masa de ciudadanos que tienen derechos y deberes, necesidades e intereses, censo y capacidad, no tiene representación legal en el cuerpo legislativo, por lo que el eco de su vida solo penetra en ti y apenas se escucha. [...] encontrándonos [mujeres], por lo tanto, el día de hoy, con el mismo significado intelectual de una cantidad de electores [hombres] que el legislador declara capaces, estimamos que nada cuesta para que también se nos otorgue el voto político, sin el cual nuestros intereses no están protegidos y nuestras necesidades siguen siendo ignorados ". La petición de Mozzoni abrió un debate en la Cámara en 1877 que se reanudó en 1883 y terminó en un punto muerto.
En marzo de 1877 Anna Maria Mozzoni presenta en la revista quincenal La Donna una Petición por el voto político de las mujeres enfrentándose a las posiciones políticas de derecha e izquierda que estaban dispuestas a defender el sufragio femenino.
En diciembre de 1880 nace el primer movimiento político de las mujeres cuando Anna Maria Mozzoni y Paolina Schiff crean en Milán la Lega promotrice degli interessi femminili (Liga promotora de los intereses de las mujeres)
En 1881, Mozzoni asistió al Comiti dei Comizi: fue una asamblea que cerró un círculo de reuniones en toda Italia para obligar a Depretis a promover la reforma electoral. Mozzoni no dejó de pronunciarse: “Desde hace un siglo, las mujeres han protestado contra esta situación en todos los países civilizados. Afirma su derecho al voto porque es una persona libre y completa, un medio como el hombre frente a la especie, un fin en sí mismo, como él, en la actividad de su conciencia. [...] Al proclamar el sufragio universal solo para ustedes, amplían el privilegio [que caracterizó el pasado] - proclamándolo con nosotras, lo abolís [...] reivindicando el voto para todos ustedes, hagan una enmienda al presente - reclamándolo para nosotras, reclamad el futuro. " En el mismo año, envió una nueva petición al Parlamento que resolvió con la reforma electoral de 1882: fue un fracaso para las mujeres. Durante algún tiempo en el Parlamento no se mencionó la ampliación del sufragio a las mujeres.  En una conferencia en Bolonia en 1890, Anna Maria Mozzoni volvió a expresar toda su disidencia hacia un estado que ejercía la justicia, pero de manera desequilibrada, ya que apoyaba los derechos de solo una parte, es decir, del hombre. También afirmó estar harta de las "acusaciones de cobardía, inferioridad intelectual, falta de sentido legal, incapacidad para muchas cosas". Mozzoni continuó diciendo: "volvimos a nosotras mismas, examinamos nuestras fortalezas y debilidades y nos permitimos examinarles a ustedes también, despojados del derecho divino, que ha expirado en nuestra opinión y descubrimos que nuestra razón procede a la par de la suya con la forma silogística; que los problemas que perturban vuestra conciencia son los mismos que perturban la nuestra; que la libertad que amáis, nosotras también la amamos; que los medios por los cuales conquistaste la vuestra, fueron indicados por los mismos principios que deben reclamar las nuestras."
El compromiso de Mozzoni no fue suficiente para cambiar la condición del derecho al voto de las mujeres a nivel legislativo, pero realizó una importante contribución en apoyo de los movimientos de sufragio femenino que caracterizarán el siglo XX.  Estos movimientos, que en muchos países europeos podrían clasificarse como actividad de los grupos sufragistas, en Italia adquirieron caracteres menos irrelevantes, por lo que la suffragette italiana siguió siendo un fenómeno de poca relevancia.

### Desde 1900
En 1899 se funda la Unione femminile nazionale (Unión Nacional de Mujeres) que impulsa el sufragio femenino. En julio de 1903 una de sus fundadoras, Ersilia Majno, envía una carta a 500 personalidades, hombres y mujeres, con un cuestionario con cuatro preguntas sobre el derecho al voto en el periódico Unione femminile.
Después de los fracasos de Morelli, en 1903, el republicano Roberto Mirabelli firmó un nuevo proyecto de ley que preveía la extensión del derecho al voto también a las mujeres y se discutió en junio de 1904 y en diciembre de 1905. Mirabelli estaba profundamente convencido de que era necesaria una reforma del sistema electoral e hizo del sufragio universal uno de los puntos cardinales de su programa político. En el siglo XX, los proyectos de ley sobre la extensión del sufragio comenzaron a considerarse con mayor respeto de lo que se había hecho en el siglo anterior ante la llegada al Parlamento de grupos de católicos y socialistas que siempre se habían ocupado de temas más próximos a las personas. En 1906, el Comité Nacional para el Sufragio Femenino propuso una nueva petición escrita por Anna Maria Mozzoni y firmada por varios italianos famosos (incluida Maria Montessori).  Las mujeres, cada vez más conscientes de que no poder votar equivale a no existir, aprovecharon el silencio legislativo para solicitar la inscripción en las listas electorales y algunas preguntas fueron aceptadas y suscitaron críticas. Aparentemente, el silencio legislativo se debió a una supervisión por parte del legislador, pero ninguna conciencia pública habría permitido que las mujeres votaran. 
En 1908, el Comité Nacional Pro-Sufragio organizó una conferencia. Entre los temas más discutidos estaban la absurda situación de otorgar el voto a los hombres que no sabían leer ni escribir, pero no a las mujeres que habían estudiado (por la presidenta del Comité, Giacinta Martini Marescotti), la ventaja que había traído el otorgamiento del sufragio femenino en los países que lo habían adoptado (por Teresa Labriola ). A partir de 1908, la socialista Anna Kuliscioff se inclinó a favor de la extensión del sufragio y en 1910 su esposo Filippo Turati (también jefe del partido de ambos) se opuso a él: escribió que estaba a favor de extender el derecho a votar a las mujeres, pero estaba convencido de que aún no había llegado el momento de otorgarlo. Kuliscioff respondió que había pocas razones para posponer la concesión de derechos de voto a las mujeres por conveniencia política. Las socialistas que tenían el apoyo de su partido tomaron cada vez menos parte en las asociaciones de mujeres a favor del voto de las cuales constituían el alma, decretando una actividad escasa que fue afectada por la Ley Giolitti de 1912.  De hecho, en 1912, en medio de una discusión sobre el sufragio masculino, Turati anunció que esperaba una ley electoral en la que "se incluyeran a todos los italianos, independientemente de las diferencias de naturaleza exclusivamente anatómica y fisiológica". De este debate sobre la reforma electoral, se obtuvo el sufragio universal masculino para los ciudadanos mayores de edad, que podían leer y escribir o que habían participado en el servicio militar; Además, a partir del trigésimo cumpleaños, el voto también se extendió a los analfabetos. No se mencionó a las mujeres y esto generó un aumento en los comités a favor del voto y las manifestaciones a partir de 1913. Sin embargo, el estallido de la Primera Guerra Mundial volvió a silenciar los movimientos a favor del sufragio.  Con la Gran Guerra, la estructura social cambió: las mujeres tuvieron que reemplazar a los hombres que se habían ido al frente y, al hacerlo, realizaron trabajos que la tradición siempre había reservado para el género masculino. 
En 1919, Don Luigi Sturzo (fundador del Partido Popular Italiano) incluyó en el programa de su partido la extensión del derecho al voto a las mujeres, trazando una frontera clara con la tradición clerical y por lo tanto, también frente al Papa Pío X, quien ya en 1905 declaró: "no electoras, no diputada, porque todavía hay demasiada confusión para los hombres en el Parlamento. La mujer no debe votar, sino votar por un alto ideal del bien humano [...]. Dios nos proteja del feminismo político ".. 

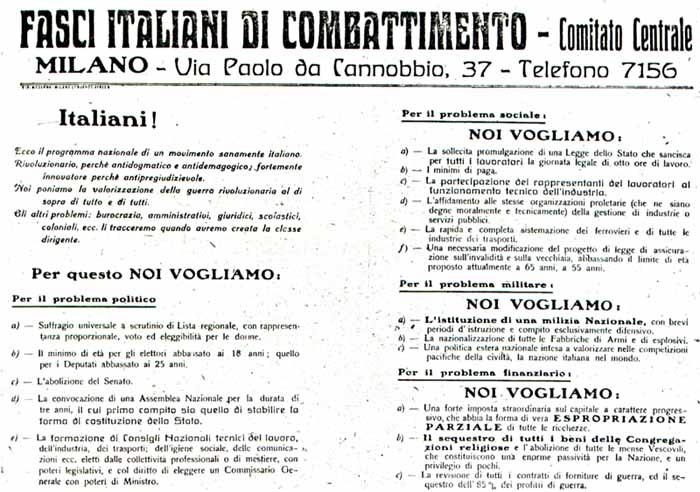
Manifiesto del programa del San Sepolcro en el que aparece el sufragio femenino

Sin embargo, el partido de Don Sturzo no fue el único que incluyó el derecho al sufragio femenino en su programa: también en el manifiesto de Fasci italiani di combattimento y en la Carta del Carnaro (con la que Gabriele D'Annunzio gobernó Fiume) figuraba este punto.Durante la guerra, las mujeres habían demostrado que podían reemplazar bien a los hombres y al Gobierno, sintiéndose obligadas a mostrarles algo de gratitud, el 9 de marzo de 1919 se promulgó la ley Sacchi con la que se eliminaba el predominio del hombre en la familia y fue aprobada la agenda de Sichel que preveía la admisión de mujeres en los votos administrativos y políticos tras la presentación de un proyecto de ley. El proyecto de ley en cuestión fue leído en la corte en el verano de 1919, fue aprobado y se convirtió en ley en septiembre del mismo año. Parecía que las mujeres habían ganado la batalla, pero no fue así porque esta ley nunca llegó al Senado debido al cierre prematuro de la legislatura que significó el que todas las leyes "en espera de aprobación" caducaran.

### Del fascismo al segundo período de posguerra
Como se preveía en el Programa del San Sepolcro dei Fasci di combattimento el derecho al voto debía extenderse a las mujeres. Mussolini inicialmente parecía dispuesto a otorgar este derecho "a partir del campo administrativo". Sin embargo, la intención se tradujo en nada con la reforma podestarile de 1926 y la reforma electoral de 1928. 
Años más tarde, Italia participó en la Segunda Guerra Mundial y, como ya había sucedido durante la Gran Guerra, las mujeres tuvieron que reemplazar de nuevo a los hombres. Esta vez, sin embargo, los eventos convulsivos de los últimos dos años de la guerra implicaron su participación en la Resistencia. 
En este clima, por iniciativa del Partido Comunista, en noviembre de 1943 se fundaron en Milán los Grupos de Asistencia Voluntaria para la Defensa de las Mujeres y la Libertad: una organización compuesta por mujeres que se unieron para manifestarse contra la guerra y ayudar a las familias en dificultad, apoyando a los partisanos. En julio de 1944, los Grupos de Defensa fueron reconocidos por el Comité de Liberación Nacional de la Alta Italia y en el mismo año el periódico Noi Donne dio voz a las publicaciones oficiales. 
En agosto, los partidos liderados por Alcide De Gasperi (Demócratas Cristianos) y Palmiro Togliatti (Partido Comunista) también se mostraron favorables a la cuestión de extender el sufragio a las mujeres: así fue como se creó el decreto De Gasperi-Togliatti más conocido como el decreto de Bonomi nombrado en honor al Presidente del Consejo de Ministros del Reino de Italia, así como al Ministro interino del Interior, que ocupó el cargo desde junio de 1944 hasta junio de 1945. 
En septiembre de 1944, nuevamente por iniciativa del Partido Comunista, se fundó en Roma la Unión de Mujeres Italianas (UDI) en la que se incluyeron los Grupos de Defensa de las Mujeres: esta macroorganización debería haber hecho que la campaña para el logro de los derechos fuera unitaria. los políticos. Sin embargo la UDI mantenía posiciones más tendentes a la izquierda, por ello Maria Rimoldi, presidenta de mujeres católicas, propuso separarse de ella y crear una nueva organización de inspiración cristiana: nació el Centro Italiano de Mujeres. 
En octubre de 1944, la Comisión por el voto de las mujeres de la UDI y otras asociaciones como la Alleanza Pro-Suffragio presentaron un documento al gobierno de Bonomi en el que hablaban de la inevitabilidad de otorgar el sufragio universal y hacia el final del mes surgió el Comité Pro Voto, destinado a ganar el derecho a votar por las mujeres y asegurar que puedan obtener puestos importantes en las administraciones públicas y los organismos morales. En noviembre de 1944, UDI, CIF y otras organizaciones le encargaron a Laura Lombardo Radice que escribiera un folleto titulado "Las mujeres italianas tienen derecho a votar". Posteriormente, las representantes del Comité Pro Voto presentaron una petición al Gobierno de Liberación Nacional en la que solicitaron que el derecho a votar y ser elegidos se extendiera a las mujeres para las elecciones administrativas posteriores. 
El 20 de enero de 1945, Togliatti escribió una carta a De Gasperi indicando que era necesario plantear la cuestión de votar a las mujeres en el próximo consejo de ministros. A esta carta, De Gasperi respondió: “Lo hice más rápido de lo que me preguntas. Llamé a Bonomi, anunciando que el lunes por la tarde o el martes por la mañana, usted y yo daremos un paso con él para pedirle que presente en la próxima sesión un proyecto para la inclusión del voto femenino en las listas de las próximas elecciones administrativas. Mientras tanto, prepare el texto del decreto. Él respondió afirmativamente ". El 30 de enero de 1945, el voto sobre las mujeres fue discutido en la reunión del Consejo de Ministros. El tema fue examinado con poca atención, pero la mayoría de los partidos (excluyendo liberales, accionistas y republicanos) se mostraron favorables a la extensión. El 1 de febrero de 1945, el decreto legislativo n. 23 que confirió el derecho al voto a las mujeres italianas que tenían al menos 21 años. Las únicas mujeres excluidas se mencionaron en el artículo 354 del reglamento para la implementación del texto consolidado de las leyes de seguridad pública:  las prostitutas registradas que trabajaban fuera de las casas donde se les permitía ejercer la profesión. El 21 de octubre de 1945, el Papa Pío XII, en presencia de los presidentes de los CIF, se mostró a favor del sufragio femenino afirmando: "toda mujer, por lo tanto, sin excepción, tiene, usted comprende bien, el deber, el estricto deber de conciencia, de no permanecer ausente, tomar medidas [..] para contener las corrientes que amenazan el hogar, luchar contra las doctrinas que socavan sus fundamentos, preparar, organizar y llevar a cabo su restauración ". Con estas palabras, Pío XII, adaptándose a los tiempos, había modificado la tradición clerical al respecto. 
Sin embargo, el decreto de Bonomi no mencionó el electorado pasivo : es decir, la posibilidad de que se vote a las mujeres. El 11 de febrero de 1945, la UDI compiló un telegrama para Bonomi en el que también se hicieron solicitudes para sancionar la elegibilidad de las mujeres. Un poco más de un año tuvo que pasar antes de que estuvieran satisfechos y pudieran disfrutar de la elegibilidad que se les otorgó a las italianas de al menos 25 años por el decreto n.º 74 del 10 de marzo de 1946: a partir de esta fecha, las mujeres podrían considerarse ciudadanas con plenos derechos. Las primeras elecciones administrativas en las que se convocó a las mujeres para votar tuvieron lugar en 5 rondas desde el 10 de marzo de 1946, y las primeras elecciones políticas (celebradas junto con el referéndum institucional monarquía-república) se celebraron el 2 de junio de 1946.
La ley que permitía el electorado activo y pasivo a las mujeres dio sus frutos de inmediato, de hecho, ya en la primera administración hubo mujeres elegidas en las administraciones locales, como Gigliola Valandro (Democracia Cristiana) y Vittoria Marzolo Scimeni (DC) en Padua o Jolanda Baldassari (Democracia Cristiana) y Liliana Vasumini Flamigni (Partido Comunista Italiano) en Forlì.
En el mismo año, también fueron elegidas las dos primeras alcaldesas: Ada Natali (Massa Fermana) y Ninetta Bartoli (Borutta). 
En las elecciones del 2 de junio de 1946 para la elección de los diputados de la Asamblea Constituyente, las mujeres elegidas serán 21; cinco de ellas (Maria Federici, Angela Gotelli, Nilde Jotti, Teresa Noce, Lina Merlin), formarán parte de la Comisión para la Constitución encargada de redactar y proponer el proyecto de Constitución republicana. Al final de una labor que duró más de un siglo, la Constitución italiana de 1948 garantizará a las mujeres los mismos derechos y la misma dignidad social en todos los ámbitos (artículo tres). 
En ese ambiente de satisfacción, la mimosa se asoció por primera vez con las celebraciones del Día Internacional de la Mujer gracias a Teresa Mattei, Teresa Noce y Rita Montagnana, esposa de Palmiro Togliatti. 

## Curiosidades
- El 10 de marzo de 1925, cuando se discutió en la Cámara la extensión del derecho al voto, el diputado Giacomo Acerbo[28] leía un informe sobre los principales acontecimientos que habían caracterizado la historia del derecho al voto femenino, no se olvidó mencionar la petición del 1906, pero declaró que había sido escrito "por Mozzoni": atribuyendo así el género masculino a la más grande emancipadora italiana.[17]
- El 2 de junio de 1946, el Corriere della Sera publicó, entre otros, un artículo titulado "Sin lápiz labial en la cabina de votación" con el que invitó a las mujeres a presentarse en el colegio electoral sin los labios pintados. La motivación se explica de la siguiente manera: "Dado que la forma debe estar en igualdad y no debe tener ningún signo de reconocimiento, las mujeres al humedecer la solapa para pegarla con sus labios podrían, sin darse cuenta, dejarle un poco de lápiz labial y en este caso hacer que su voto fuera nulo. Entonces, trae lápiz labial contigo, para revivir tus labios fuera del asiento ".[29]